# Ponceano

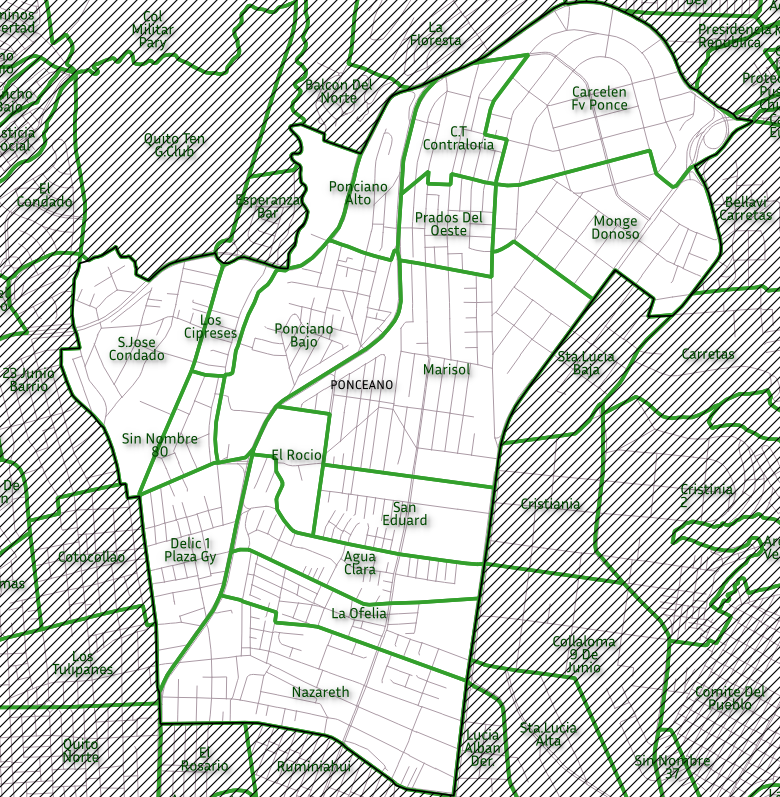
Karte von Ponceano

Ponceano ist ein Stadtteil von Quito und eine Parroquia urbana in der Verwaltungszone La Delicia im Kanton Quito der ecuadorianischen Provinz Pichincha. Die Fläche beträgt 	662,7 ha. Die Einwohnerzahl lag 2010 bei 54.052. Für das Jahr 2019 wurde eine Einwohnerzahl von 66.484 ermittelt.

## Lage
Die Parroquia Ponceano liegt im Norden von Quito 12 km nordnordöstlich vom Stadtzentrum auf einer Höhe von etwa 2800 m. Die Avenida Galo Plaza Lasso bildet im Wesentlichen die östliche Verwaltungsgrenze. Die Avenida del Maestro begrenzt das Gebiet im Süden. Im Osten verläuft die Avenida de la Prensa entlang der Verwaltungsgrenze. Die nördliche Verwaltungsgrenze orientiert sich an der Avenida Mariscal Sucre.
Die Parroquia Ponceano grenzt im Norden an die Parroquias El Condado und Carcelén, im Osten an die Parroquia Comité del Pueblo, im Süden an die Parroquias Kennedy und La Concepción sowie im Westen an die Parroquia Cotocollao.

## Infrastruktur
Der Busbahnhof "Terminal Terrestre Carcelén" befindet sich im äußersten Nordosten der Parroquia. Im Nordwesten der Parroquia liegt das Einkaufszentrum "Condado Shopping". Zentral in der Parroquia befindet sich das Fußballstadion Estadio Rodrigo Paz Delgado. Im Osten der Parroquia liegt der "Parque de los Recuerdos".

## Barrios
Die Parroquia Ponceano gegliedert sich in folgende Barrios:
- Agua Clara
- Carcelén Fv. Ponce
- Cooperativa Contraloría
- Delicia 1
- El Rocío
- La Ofelia
- Los Cipreses
- Marisol
- Monge Donoso
- Nazareth
- Ponciano Alto
- Ponciano Bajo
- Prados del Oeste
- San Eduardo
- San José del Condado